# Krull (película)
Krull es una película estadounidense fantástica de 1983 dirigida por Peter Yates y protagonizada por Ken Marshall, Lysette Anthony, Freddie Jones y Liam Neeson. Fue escrita por Stanford Sherman. El filme es famoso por mezclar en su argumento elementos típicos del cine fantástico con los del cine de ciencia ficción. Aunque fue un fracaso de taquilla y de crítica, con el tiempo se convirtió en una película de culto.

## Argumento
Una invasión es llevada a cabo por un ser conocido como "La Bestia", una entidad poderosa y maligna que viaja por la galaxia junto a sus huestes como un conquistador y dictador. Cuando decide atacar el planeta Krull dos reinos enemigos deciden unir fuerzas para enfrentar a La Bestia y juntos ser un rival a temer para él ya que se ha profetizado que el hijo que engendre la princesa Lyssa, heredera de uno de los reinos, gobernará la galaxia; es así que deciden sellar la alianza con la unión del príncipe Colwyn y la princesa Lyssa para unificar los reinos, entre ambos ha surgido el amor, por lo que desean el enlace. 
El matrimonio se lleva a cabo en el palacio del reino de Colwyn y la ceremonia consiste en que el muchacho apague una antorcha en una fuente, la joven saque el fuego del agua con sus manos y se lo entregue a él sellando la unión. Antes de que Colwyn reciba la llama de manos de Lyssa, los ejércitos de La Bestia, quien razona que la aparición de un nuevo gobernante en algún momento implicaría su caída, irrumpen y masacran a todos llevándose a la joven.
El príncipe Colwyn sin embargo sobrevive y es encontrado por un sabio anciano llamado Ynyr, quien al verlo decidido de rescatar a Lyssa le explica que La Bestia es invencible, pero que si obtiene La Glaive, un arma mística y de gran poder logrará destruirlo. Tras un duro y peligroso viaje Colwyn obtiene La Glaive, que resulta ser una daga de cinco hojas retráctiles en forma de estrella, pero Ynyr le prohíbe terminantemente usarla ya que solo debe ser empuñada para enfrentar a La Bestia. En su viaje conocen un grupo de individuos que se unen a su causa: Ergo "El Magnífico" un mago inepto, Torquil y su banda de forajidos y el enigmático y poderoso Cíclope Rell, quien según explica Ynyr pertenece a una raza que nació cuando la tribu de Rell pactó con La Bestia renunciando a uno de sus ojos a cambio del poder de ver el futuro, sin embargo fueron engañados y solo se les permite saber el día de su muerte.
Ya que la fortaleza de la Bestia se materializa en un lugar aleatorio y diferente en cada ocasión el grupo visita al Vidente Esmeralda, el profeta ciego, quien vive junto a su joven aprendiz Titch,  para que use su poder y señale donde estará la Bestia; sin embargo, antes de poder obtener la locación de la siguiente manifestación del castillo, La Bestia usa sus poderes para asesinar al Vidente desde la distancia. El grupo, ahora integrado también por Titch, comprende que no hay otra solución que consultar a La Viuda de la Telaraña, una hechicera que fue antiguamente pareja de Ynyr y que fue exiliada a una prisión custodiada por una monstruosa araña en castigo por asesinar a su propio hijo. Tras confrontarla y a su pasado juntos, ella revela al anciano la siguiente locación del castillo y entrega la arena de un reloj que la ha mantenido a salvo del monstruo, sacrificándose así para que el regrese, sin embargo la arena solo da a Ynyr tiempo suficiente de acercarse al grupo y entregar la información para posteriormente fallecer.
La distancia hasta el lugar señalado es inmensa e imposible de recorrer en las pocas horas que quedan hasta que ocurra, además Rell abandona el grupo presa de un incómodo temor que deja entrever al resto su intento por evitar lo que parece ser el cercano momento de su muerte; sin embargo el grupo continua y logra montar las Yeguas de Fuego, una manada de animales mágicos capaces de recorrer el mundo en un instante, de forma que llegan a tiempo para ver aparecer el castillo. El asedio es cruel y la lucha sangrienta cayendo los hombres de Torquil en la lucha y gracias a Rell quien regresa con ellos y logra abrir una pesada puerta para que sus compañeros entren a la fortaleza, pero muere aplastado por la misma.
Mientras sus camaradas se juegan la vida enfrentando a los guerreros de La Bestia, Colwyn atraviesa un laberinto llegando hasta la cámara donde la Bestia ha encerrado a Lyssa y se ha dedicado a tentarla para que se una a él, engendren juntos al niño profetizado para así asegurar su supervivencia y garantizar la continuación de su reinado por y a través de este niño. El enfrentamiento entre Colwyn y La Bestia no se hace esperar y gracias al Glaive el monstruo es herido y abatido; sin embargo el arma queda clavada tan profundamente en el cuerpo del monstruo que Colwyn es incapaz de recuperarla. Para desgracia de la pareja la Bestia no ha muerto y se lanza una vez más contra ellos; aunque el príncipe no sabe cómo enfrentarlo, Lyssa le muestra que aún conserva la llama de su compromiso, la cual le entrega cerrando la ceremonia de matrimonio. Armado con la llama, Colwyn enfrenta y derrota definitivamente a La Bestia, para posteriormente escapar junto a sus compañeros sobrevivientes de la fortaleza que ahora se derrumba.
Mientras todos regresan, se oye la voz de Ynyr relatando como es que Colwyn y Lyssa se volvieron reyes de todo Krull y su hijo, con el tiempo, gobernó toda la galaxia.

## Reparto
- Ken Marshall como Colwyn.
- Lysette Anthony como Lyssa.
- Freddie Jones como Ynyr/El narrador.
- Alun Armstrong como Torquil.
- David Battley como Ergo.
- Bernard Bresslaw como Rell.
- Liam Neeson como Kegan.
- Dicken Ashworth como Bardolph.
- Todd Carty como Oswyn.
- Robbie Coltrane como Rhun.
- John Welsh como El vidente.
- Graham McGrath como Titch.
- Tony Church como Turold.
- Bernard Archard como Eirig.
- Belinda Mayne como Vella.
- Clare McIntyre como Merith.
- Francesca Annis como La viuda de la telaraña.
- Trevor Martin como la voz de la Bestia (sin acreditar).
- Lindsay Crouse como la voz de Lissa (sin acreditar).
- Michael Elphick como la voz de Rhun (sin acreditar).

## Recepción crítica
Baird Searles describió la cinta como «una película sin pretensiones... con muchas cosas buenas a su favor».